# Leptotarsus (Longurio) byersi
Leptotarsus (Longurio) byersi is een tweevleugelige uit de familie langpootmuggen (Tipulidae). De soort komt voor in het Neotropisch gebied.